# Kristjan Koren
Kristjan Koren (Postojna, 25 de novembre de 1986) és un ciclista eslovè, professional des del 2005 fins al 2023.
En el seu palmarès destaca la victòria al Campionat nacional de contrarellotge individual de 2007 i el de ruta de 2022.

## Palmarès
- 2006
  -  Campió d'Eslovènia en contrarellotge sub-23
- 2007
  -  Campió d'Eslovènia en contrarellotge
- 2008
  - 1r a La Côte Picarde sots 23
  - Vencedor de 2 etapes de la Volta a Cuba
  - Vencedor d'una etapa de l'Istrian Spring Trophy
- 2009
  - Vencedor de 2 etapes del Baby Giro
  - Vencedor d'una etapa del Giro del Friuli Venezia Giulia
  - Vencedor d'una etapa del Giro de la Vall d'Aosta
- 2010
  - 1r al Gran Premi Ciutat de Camaiore
- 2012
  - Vencedor d'una etapa de la Volta a Eslovènia
- 2022
  -  Campió d'Eslovènia en ruta

### Resultats al Tour de França
- 2010. 94è de la classificació general
- 2011. 87è de la classificació general
- 2012. 98è de la classificació general
- 2013. 100è de la classificació general
- 2014. 135è de la classificació general
- 2015. 69è de la classificació general
- 2016. 152è de la classificació general
- 2018. 102è de la classificació general

### Resultats al Giro d'Itàlia
- 2017. 128è de la classificació general
- 2019. No presentat (5a etapa)